# Max Pressler

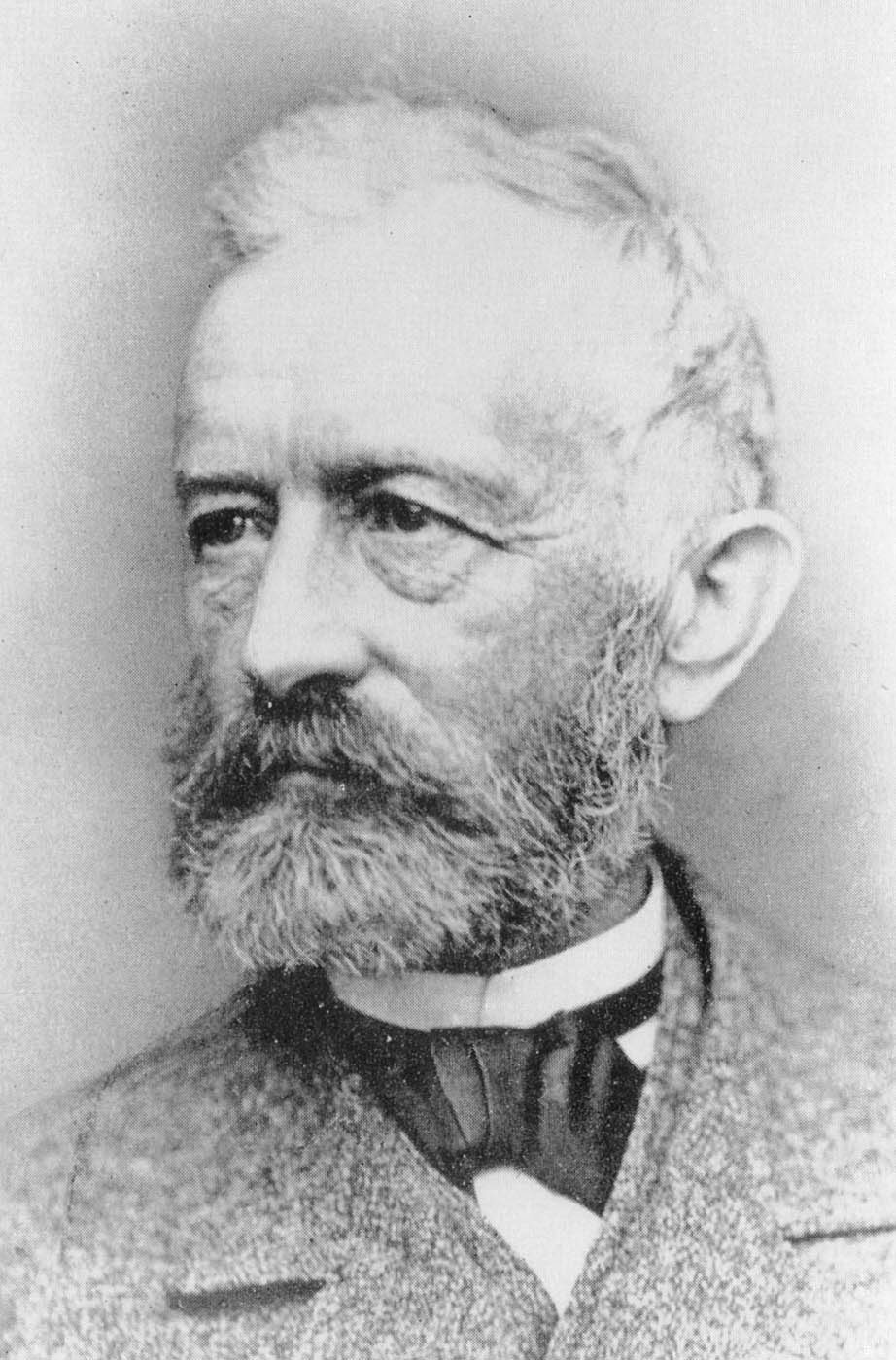
Max Robert Pressler

Max Robert Pressler (ur. 17 stycznia 1815 w Dreźnie, zm. 30 września 1886 w Tharandt) – niemiecki leśnik, ekonom, inżynier oraz wynalazca świdra zwanego później świdrem Presslera (w oryginale Zuwachsbohrer). Doctor honoris causa Uniwersytetu w Gießen, królewski tajny radca (Geheimrat), członek wielu stowarzyszeń.

## Prace (wybór)
- Der Meßknecht, ein ungemein einfaches, geführliches, billiges und mannigfaltig anwendbares Meß- und Berechnungsinstrumentchen für die Bedürfniß der Forstbeamten, Waldbesitzer, Landwirthe, Holzhändler, Baugewerken und dergleichen. Zugleich mit Erläuterungen über den Gangloff'schen Holzberechnungstock, Braunschweig 1852
- Der Meßknecht und sein Praktikum, Tharandt 1852
- Neue Viehmeßkunst. Ein Hilfsmittel zur einfachen und sicheren Bemessung des Total- und Sortengewichts, sowie des Mastfortschritts von Schlachtthieren aller Art – ohne alle Rechnung und für jedwedes Mas und Gewicht. Für Landwirthe, Viehmäster, Viehhändler, Schlächter und für's Steuerwesen, Dresden 1856
- Neue holzwirthschaftliche Tafeln … etc., Leipzig 1857
- Der rationelle Waldwirth und sein Waldbau des höchsten Ertrags … etc., 2 Bände, Dresden 1858/1885 (später unter dem Titel Der rationelle Waldwirt und sein Nachhaltswaldbau höchsten Reinertrages)
- Die forstliche Finanzrechnung mit Anwendung auf Waldwertschätzung und Wirtschaftsbetrieb, 1859
- Der Hochwaldbetrieb der höchsten Bodenkraft bei höchstem Massen- und Reinertrag, 1865
- Der Waldbau des Nationalökonomen als Begründer wahrer Einheit zwischen Land- und Forstwirtschaft und deren Schulen, 1868
- Forstliches Hülfsbuch für Schule und Praxis in Tafeln und Regeln zur Ausführung holzwirthschaftlicher und technisch verwandter Messungs-, Schätzungs- Rechnungs- und Betriebsarbeiten, Dresden 1869